# Playa de Collé
La playa de Collé se encuentra en el concejo asturiano de Coaña, España. La playa es realmente un pedrero con forma de concha, está cerca de la localidad de Loza, tiene una longitud de unos 130 metros y una anchura media de unos 8-10metros. Las arenas son grises de grano medio y la peligrosidad de la playa es alta. Su entorno es rural y de bajo grado de urbanización. Tiene muy poca asistencia. Los accesos son peatonales e inferiores a un km y muy complicados y peligrosos. Sus aguas son de un bello color turquesa.
Los pueblos más cercanos son Loza y Villalocay y también es conocida como la «Llastra Collé». Está limitada al este por la «punta del Palo» y al oeste por la «punta de Engaramada» y para acceder a ella hay que preguntar en los pueblos próximos citados por esta punta de Engaramada y se encontrarán dos calas, la Engaramada y la Engaramadina, ambas excelentes para la pesca. Debido a que se halla en estado casi virgen, se pueden avistar numerosos ejemplares de la fauna marina y terrestre como los halcones, ardillas, gaviotas, etc.
La playa no tiene ningún servicio siendo la pesca submarina y la recreativa las actividades más recomendadas. Es muy importante tener mucho cuidado cuando se está en las proximidades de los acantilados.